# 스위스의 작가 목록
다음은 스위스의 작가 목록이다. 스위스는 공용어가 독일어, 프랑스어, 이탈리아어, 로만슈어 네 가지이므로 언어별로 분류되어 있다. 전업작가가 아닌 인물도 포함되어 있다.
| 이름                     | 생몰년도  | 언어권     |
| 프리드리히 뒤렌마트      | 1921~1990 | 독일어권   |
| 막스 프리쉬              | 1911~1991 | 독일어권   |
| 알브레히트 폰 할러       | 1708–1777 | 독일어권   |
| 헤르만 헤세              | 1877~1962 | 독일어권   |
| 고트프리트 켈러          | 1819~1890 | 독일어권   |
| 크리스티안 크라흐트      | 1966~     | 독일어권   |
| 파스칼 메르시어          | 1944~     | 독일어권   |
| 콘라트 페르디난트 마이어 | 1825~1898 | 독일어권   |
| 요한 하인리히 페스탈로치 | 1746~1827 | 독일어권   |
| 카를 슈피텔러            | 1845~1924 | 독일어권   |
| 요하나 슈피리            | 1827~1901 | 독일어권   |
| 블레즈 상드라르          | 1887~1961 | 프랑스어권 |
| 알베르트 코헨            | 1895~1981 | 프랑스어권 |
| 아고타 크리스토프        | 1935~2011 | 프랑스어권 |
| 장자크 루소              | 1712~1778 | 프랑스어권 |
| 제르멘 드 스탈           | 1766~1817 | 프랑스어권 |
| 알랭 드 보통             | 1969~     | 프랑스어권 |